# Онідзука Еллісон
Еллісон Сьодзі Онідзука (англ. Ellison Shoji Onizuka, яп. 鬼塚 承次; 24 червня 1946 — 28 січня 1986) — американський астронавт гавайсько-японського походження, член екіпажу космічного човника, що вибухнув під час старту човника «Челенджер» STS-51-L.

## Біографія
Народився 24.06.1946 на Гаваях. Він був найстаршим сином та другою наймолодшою дитиною в сім'ї. Загалом у нього було 2 сестри та молодший брат. В школі Елісон брав участь у багатьох скаутських організаціях. В 1964 Онізука закінчив місцеву школу. На навчання він вступив до університету Колорадо на факультет аерокосмічної техніки, де 06.1969 отримав диплом бакалавра, а 12.1969 ступінь магістра. Після отримання ступеня бакалавра 7.06.1969 Елісон одружився з Лорною Лейко Йошида. У шлюбі у них народилося дві доньки: Жанель (1969) та Дарієн (1975). 15.01.1970 Онізука вступає на службу до ВПС США. Там він працював у якості бортового інженера та льотчика-випробувача. З 1974 по 1975 Елісон навчається у школі льотчиків-випробувачів ВПС США. Після її закінчення Онізука був відправлений на авіабазу Едвардс у Каліфорнії. Там він працював у якості бортового інженера та загалом налітав близько 1700 годин. В 1978 льотчик був обраний для участі у програмі космонавтів, де проходив оціночний курс та навчання до 08.1979. Він брав участь у місії Orbiter та технічній підтримці космічного центру ім. Кенеді. Перша космічна місія Онізуки відбулася 24.01.1985 на шатлі Discovery. Під час місії він відповідав за діяльність первинних корисних вантажів, які включали розгортання поверхні інерціальної верхньої стадії (IUS). Після 48 орбіт навколо Землі Discovery приземлився в Космічному центрі Кеннеді 27 січня 1985 року. Він провів у космосі 74 години. Після цього Онізуку призначили до складу місії STS 51-L Challenger. 28.01.1986 об 11:38 за місцевим часом корабель стартував із мису Канаверал. Через 73 секунди після старту шатл впав у Атлантичний океан. Всі сім членів екіпажу загинули. Онізуку поховали на Національному меморіальному кладовищі Тихого океану в Гонолулу, Гаваї. На момент смерті він мав звання підполковника. Посмертно йому було присвоєно звання полковника.

## Вшанування пам'яті
На честь астронавта було названо безліч вулиць, кілька космічних центрів, 2 астероїди, відкрито кілька музеїв а 1.01.2017 аеропорт у рідному місті інженера- Кеахола буа перейменований на аеропорт імені Елісона Онізуки.
Середня школа Clear Lake, де навчалися діти Еллісона, демонструє футбольний м'яч, який був на борту «Челленджера» під час аварії. Його передали Еллісону від імені футбольної команди, яку він тренував і за яку грали його діти, щоб відправити в космос. М'яч було вилучено під час відновлення та передано школі. У 2016 році полковник Роберт Кімбро в експедиції 49/50 доставив м'яч у космос.
Автомобіль поповнення запасів Cygnus у місії поповнення запасів на МКС Cygnus NG-16 був названий на його честь SS Ellison Onizuka. Він стартував 10 серпня 2021 року, а 12 серпня прибув на МКС.